# Periscepsia carbonaria
Periscepsia carbonaria är en tvåvingeart som först beskrevs av Georg Wolfgang Franz Panzer 1798.  Periscepsia carbonaria ingår i släktet Periscepsia och familjen parasitflugor. Arten är reproducerande i Sverige. Inga underarter finns listade i Catalogue of Life.